# 두코바니
두코바니(Dukovany)는 체코 공화국의 비소치나(Vysočina) 트레빅 트르제비치(Třebíč) 오벡 오베츠(obec)에 있는 지역이다.
남부 모라비아(Moravia)주와 접해 있다.
연평균 기온은 섭씨 7.4도이다.
부근에 이흘라바(Jihlava) 강이 있다.
역사는 중세시대 13세기까지 거슬러 간다.
두코바니 원자력 발전소는 체코의 원자력발전소 2곳 중 하나이다.

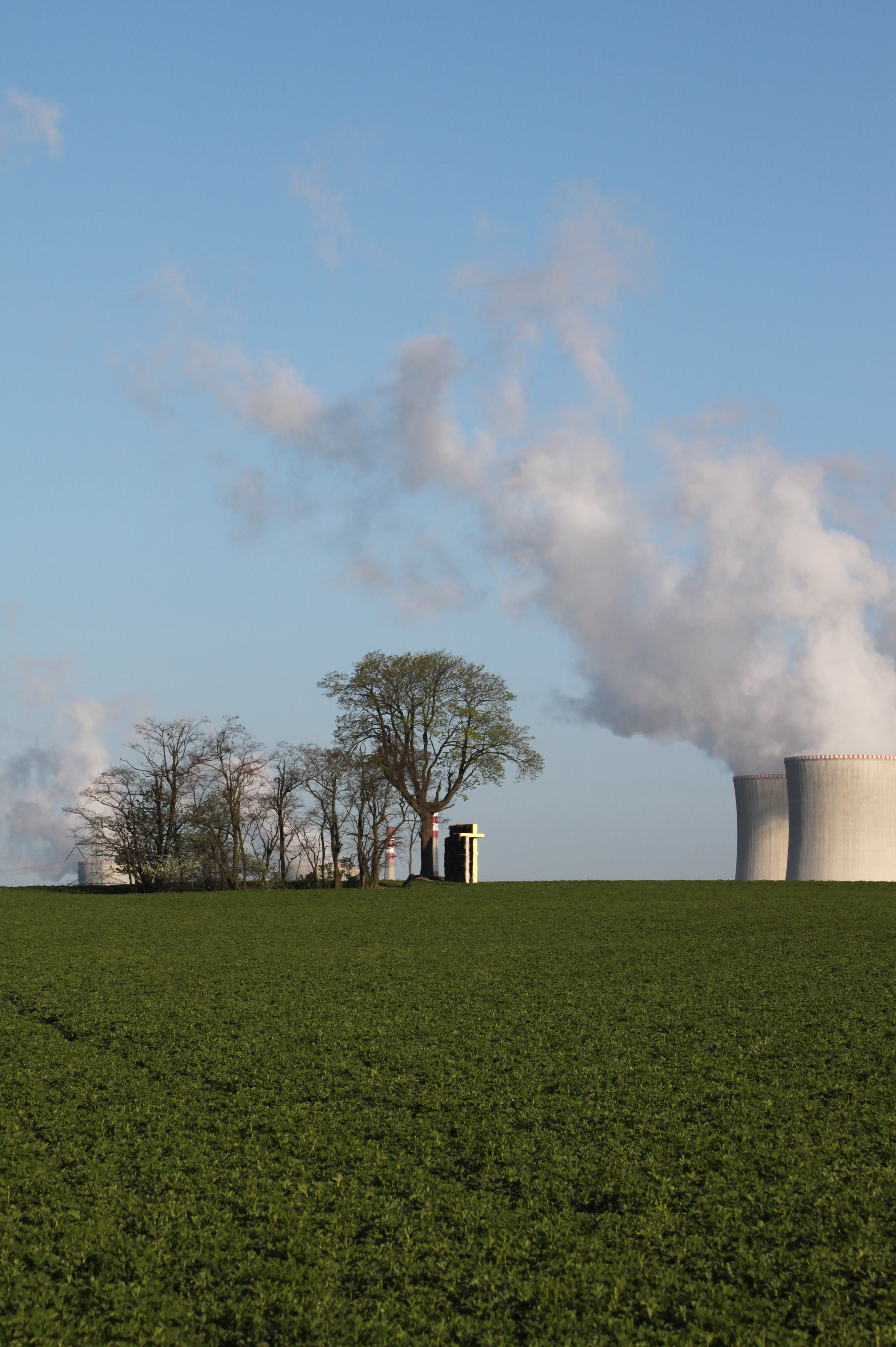
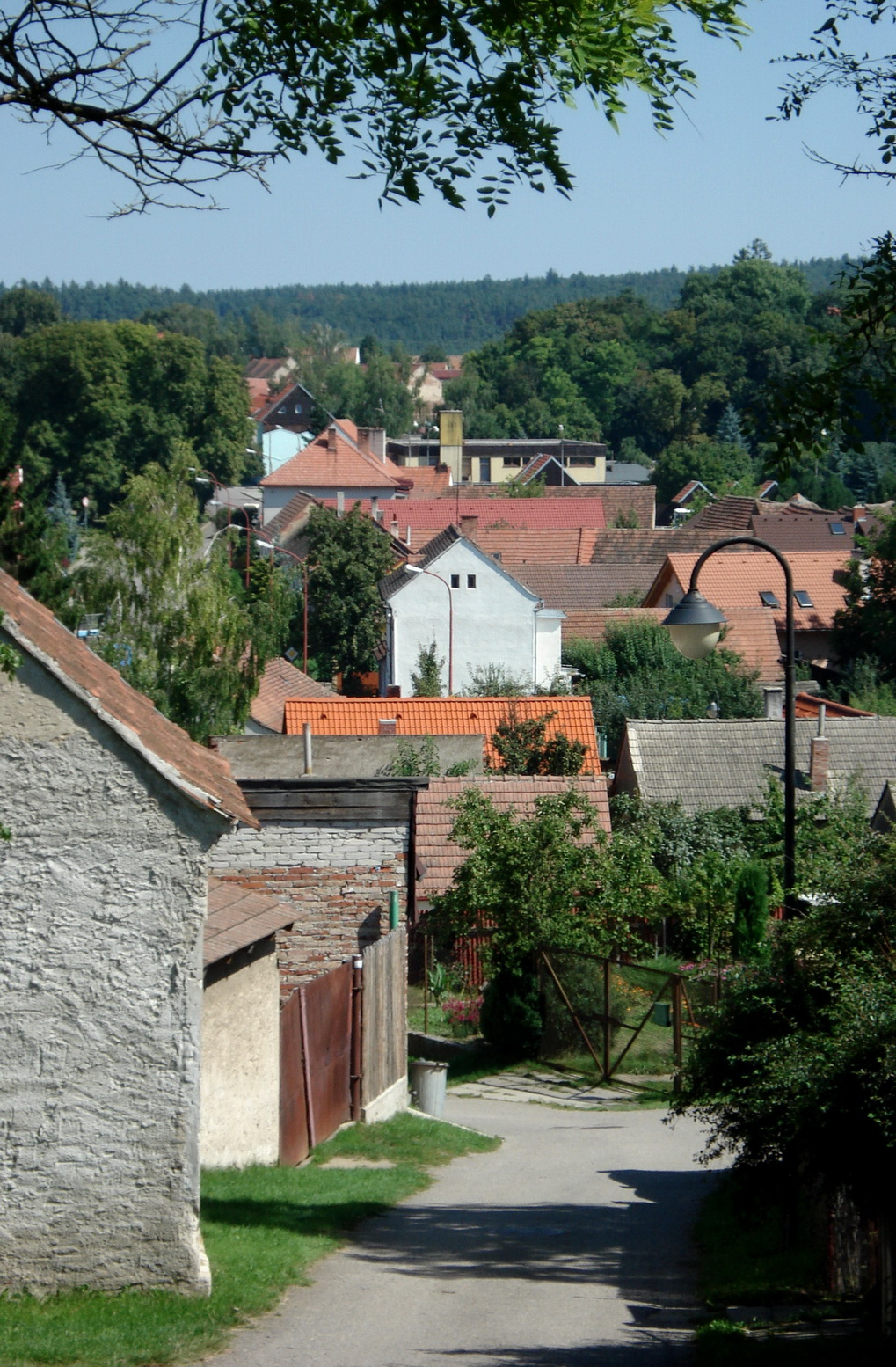
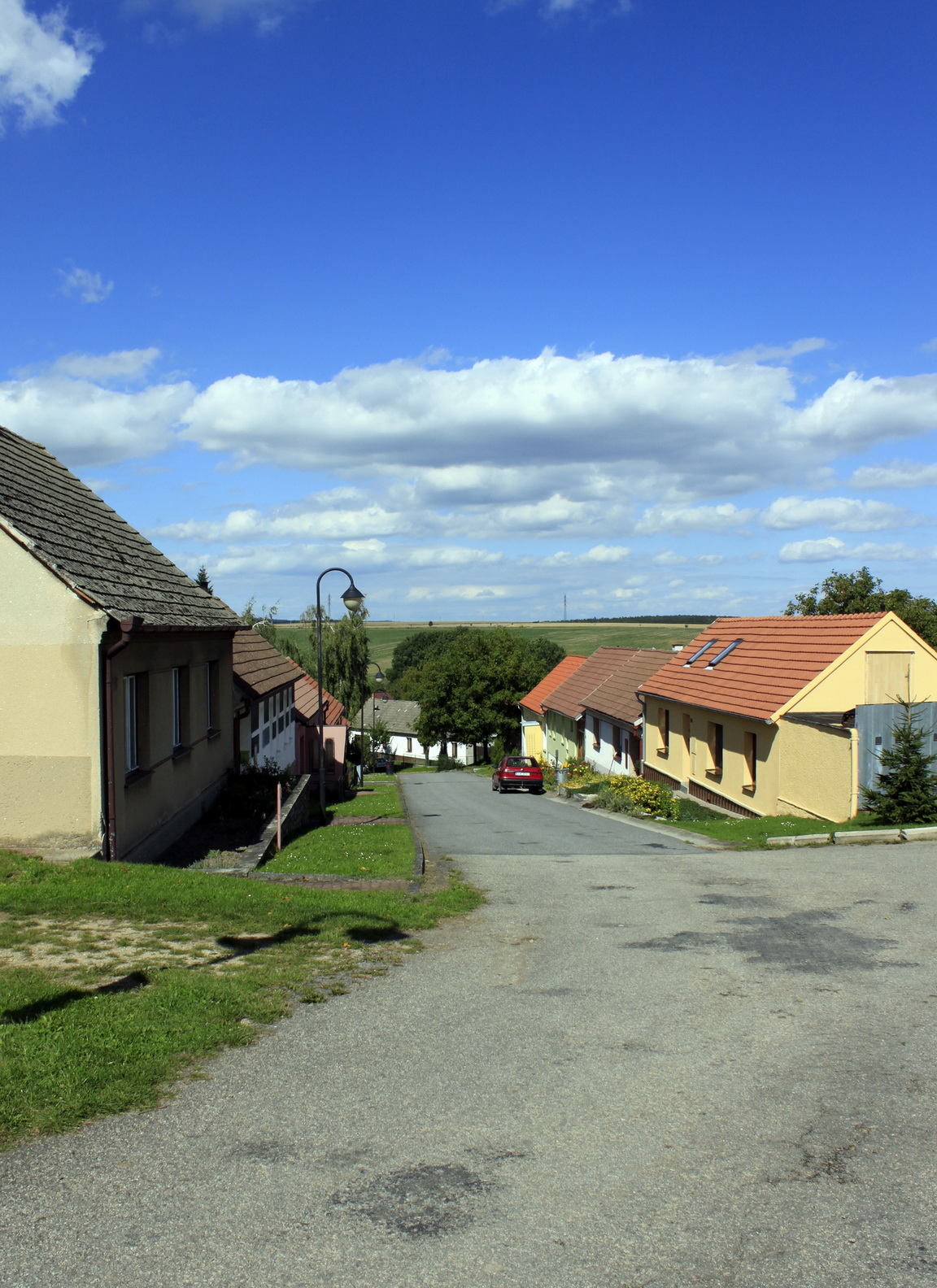
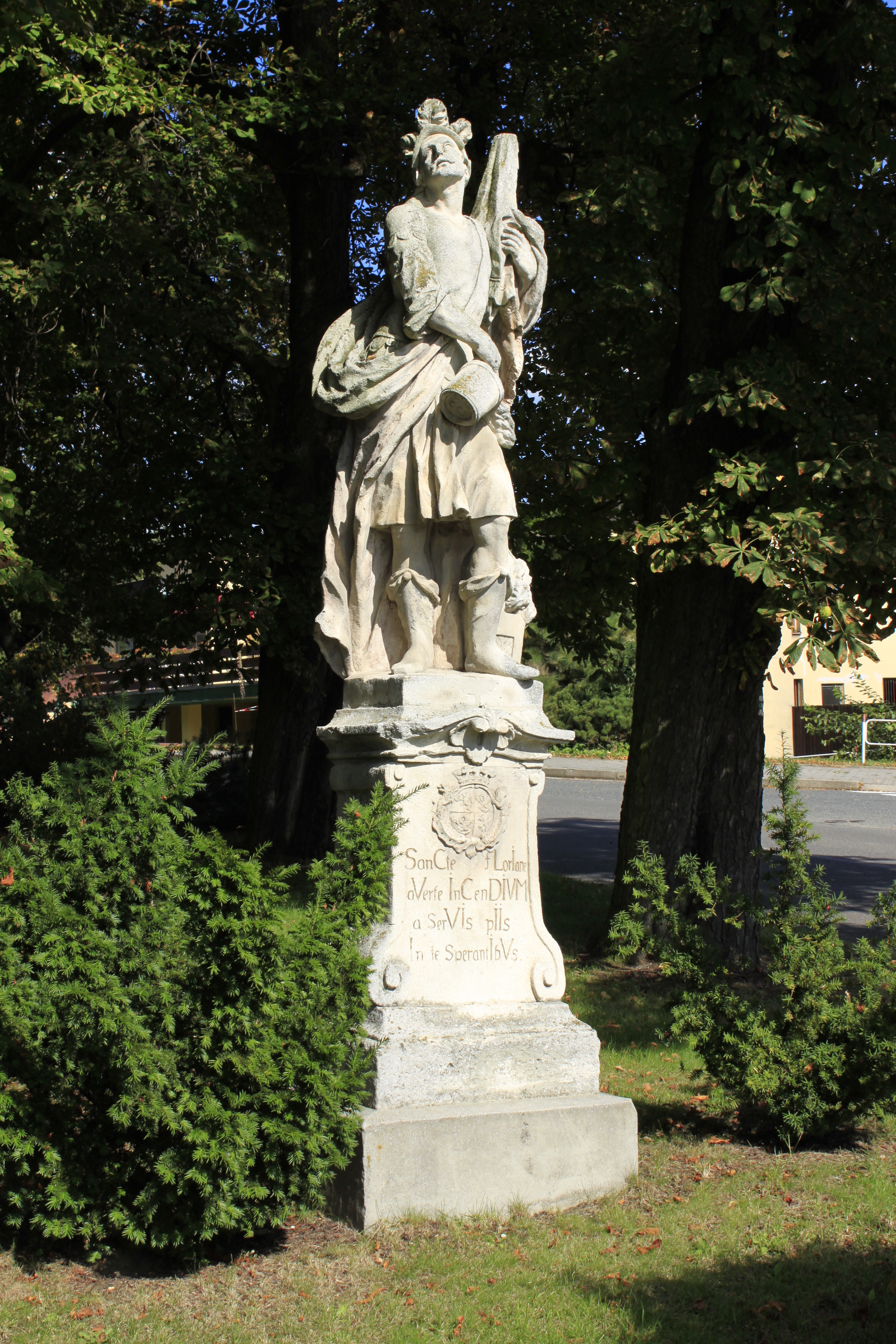